# 岩間一雄 (政治学者)
岩間 一雄（いわま かずお、1936年3月16日 - ）は、日本の政治学者、岡山大学名誉教授。専攻は中国・東洋政治思想史。

## 来歴
愛知県名古屋市生まれ。名古屋大学大学院法学研究科博士課程修了。1967年「中国における封建的思惟の展開」で名大法学博士。名古屋大学法学部助手、1966年岡山大学法学部助手、同法文学部助教授、教授。2001年定年退官、名誉教授。1998年地方出版文化功労賞受賞。守本順一郎に師事した。門下生に伊藤恭彦等。

## 著書
- 『中国政治思想史研究』未来社 1968
- 『中国の封建的世界像』未来社 1982
- 『ナショナリズムとは何か』西日本法規出版 1989
- 『天皇制の政治思想史』未来社 1991
- 『渋染一揆・美作血税一揆の周辺 ある墓碑銘への注』岡山部落問題研究所 1996
- 『比較政治思想史講義 アダム・スミスと福澤諭吉』大学教育出版 1997
- 『日本を考えるための条件』大学教育出版 1999
- 『毛沢東その光と影』未來社 2007

## 編著
- 『近代とは何であったか 比較政治思想史的考察』編 大学教育出版 1997
- 『三好伊平次の思想史的研究』編 三好伊平次研究会 2004

## 参考
- 岩間一雄教授略歴・主要業績目録 (岩間一雄教授 退官記念号) 岡山大学法学会雑誌 2001-03